# 刘锦公祠
刘锦公祠位于湖南衡山县萱洲镇，是衡阳市文物保护单位。

## 历史沿革
刘锦公祠建于清咸丰年间。
2015年12月，刘锦公祠被公布为衡阳市文物保护单位。

## 管理员
刘锦公祠现在的管理员为退休教师刘东山，刘锦公的第七代孙。
刘东山同时也是萱洲古镇民俗博物馆的馆长。